# Michaël Nikolajevitsj van Rusland

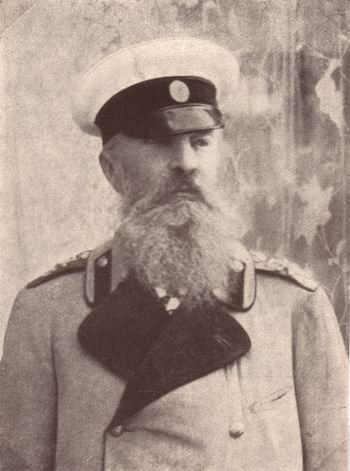
Grootvorst Michaël

Michaël Nikolajevitsj (Russisch: Михаил Николаевич) (Sint-Petersburg, Rusland, 25 oktober 1832 – Cannes, Frankrijk, 18 december 1909), grootvorst van Rusland, was de zoon van tsaar Nicolaas I en Charlotte van Pruisen. Hij was de broer van tsaar Alexander II.

## Carrière
Michaël Nikolajevitsj was onderkoning van het Russische gedeelte van de Kaukasus, waar hij het grootste gedeelte van zijn leven verbleef, en hij zat in het leger. Tijdens de Russisch-Turkse Oorlog in 1877 was hij opperbevelhebber van de Russische troepen. Hij werd gepromoveerd tot veldmaarschalk van de artillerie en kreeg een militaire onderscheiding. Tot zijn dood bekleedde hij de belangrijke functie van President van de Keizerlijke Raad.

## Huwelijk en gezin
Hij trouwde op 28 augustus 1857 te Sint-Petersburg met prinses Cecilia van Baden, de dochter van groothertog Leopold van Baden en dus een zus van de groothertogen Lodewijk II en Frederik I van Baden. Na haar huwelijk kreeg Cecilia de naam "Olga Fjodorovna" en de titel “Grootvorstin van Rusland”. Uit dit huwelijk werden zeven kinderen geboren:
- Nicolaas (26 april 1859 – 30 januari 1919), werd door de Bolsjewieken vermoord
- Anastasia (28 juli 1860 – 11 maart 1922), trouwde met groothertog Frederik Frans III van Mecklenburg-Schwerin
- Michaël (16 oktober 1861 – 26 april 1929), grootvorst, trouwde met Sophie van Merenberg (een kleindochter in mannelijke lijn van Willem van Nassau)
- George (23 oktober 1863 – 30 januari 1919), trouwde met prinses Maria van Griekenland en Denemarken (een dochter van George I van Griekenland), werd door de Bolsjewieken vermoord
- Alexander (13 april 1866 – 26 februari 1933, trouwde met Xenia Aleksandrovna van Rusland (een dochter van tsaar Alexander III)
- Sergej (7 oktober 1869 – 17/18 juli 1918), werd door de Bolsjewieken vermoord
- Aleksej (28 december 1875 - 2 maart 1895)

## Patriarch van de Romanovs
Michaël overleefde alle anderen van zijn generatie, die in de negentiende eeuw stierven, en als oudste lid van de keizerlijke familie was hij de patriarch van de Romanovs. Hij speelde geen enkele rol in de politiek en hij gaf er de voorkeur aan zich terug te trekken in zijn villa “Wenden” in Cannes en niet in de paleizen die hij bezat in Sint-Petersburg. Als hoofd van de familie werd hij vereerd door zijn verwanten; geen van hen durfde ooit op te treden tegen de autoriteit van de oude man. Door tactvolle tussenkomst in vele conflicten wist hij de familie bij elkaar te houden. Zijn dood op 18 december 1909 te Cannes was dan ook een groot verlies voor de familie die toen uit elkaar viel.

## Kwartierstaat
| Peter III van Rusland (1728–1762)    | Peter III van Rusland (1728–1762)    | Peter III van Rusland (1728–1762)    | Peter III van Rusland (1728–1762)    | Peter III van Rusland (1728–1762)    | Peter III van Rusland (1728–1762)    | Catharina II van Rusland (1729–1796) | Catharina II van Rusland (1729–1796) | Catharina II van Rusland (1729–1796)      | Catharina II van Rusland (1729–1796)      | Catharina II van Rusland (1729–1796)      | Catharina II van Rusland (1729–1796)      |                                           |                                           | Frederik Eugenius van Württemberg (1732-1797) | Frederik Eugenius van Württemberg (1732-1797) | Frederik Eugenius van Württemberg (1732-1797)              | Frederik Eugenius van Württemberg (1732-1797)              | Frederik Eugenius van Württemberg (1732-1797)              | Frederik Eugenius van Württemberg (1732-1797)              | Frederika Dorothea Sophia van Brandenburg-Schwedt (1736-1798) | Frederika Dorothea Sophia van Brandenburg-Schwedt (1736-1798) | Frederika Dorothea Sophia van Brandenburg-Schwedt (1736-1798) | Frederika Dorothea Sophia van Brandenburg-Schwedt (1736-1798) | Frederika Dorothea Sophia van Brandenburg-Schwedt (1736-1798) | Frederika Dorothea Sophia van Brandenburg-Schwedt (1736-1798) |                                                   |                                                   | Frederik Willem II van Pruisen (1744-1797)        | Frederik Willem II van Pruisen (1744-1797)        | Frederik Willem II van Pruisen (1744-1797) | Frederik Willem II van Pruisen (1744-1797) | Frederik Willem II van Pruisen (1744-1797)     | Frederik Willem II van Pruisen (1744-1797)     | Frederika van Hessen-Darmstadt (1751-1805)     | Frederika van Hessen-Darmstadt (1751-1805)     | Frederika van Hessen-Darmstadt (1751-1805)     | Frederika van Hessen-Darmstadt (1751-1805)     | Frederika van Hessen-Darmstadt (1751-1805) | Frederika van Hessen-Darmstadt (1751-1805) |                                               |                                               | Karel II van Mecklenburg-Strelitz (1741-1816) | Karel II van Mecklenburg-Strelitz (1741-1816) | Karel II van Mecklenburg-Strelitz (1741-1816) | Karel II van Mecklenburg-Strelitz (1741-1816) | Karel II van Mecklenburg-Strelitz (1741-1816) | Karel II van Mecklenburg-Strelitz (1741-1816) | Frederika Caroline Louise van Hessen-Darmstadt (1752–1782) | Frederika Caroline Louise van Hessen-Darmstadt (1752–1782) | Frederika Caroline Louise van Hessen-Darmstadt (1752–1782) | Frederika Caroline Louise van Hessen-Darmstadt (1752–1782) | Frederika Caroline Louise van Hessen-Darmstadt (1752–1782) | Frederika Caroline Louise van Hessen-Darmstadt (1752–1782) |  |  |  |  |  |  |  |  |  |  |  |  |  |  |  |  |  |  |  |  |  |  |  |  |  |  |  |  |  |  |  |  |  |  |  |  |  |  |  |  |  |  |  |  |  |  |  |  |
| Peter III van Rusland (1728–1762)    | Peter III van Rusland (1728–1762)    | Peter III van Rusland (1728–1762)    | Peter III van Rusland (1728–1762)    | Peter III van Rusland (1728–1762)    | Peter III van Rusland (1728–1762)    | Catharina II van Rusland (1729–1796) | Catharina II van Rusland (1729–1796) | Catharina II van Rusland (1729–1796)      | Catharina II van Rusland (1729–1796)      | Catharina II van Rusland (1729–1796)      | Catharina II van Rusland (1729–1796)      |                                           |                                           | Frederik Eugenius van Württemberg (1732-1797) | Frederik Eugenius van Württemberg (1732-1797) | Frederik Eugenius van Württemberg (1732-1797)              | Frederik Eugenius van Württemberg (1732-1797)              | Frederik Eugenius van Württemberg (1732-1797)              | Frederik Eugenius van Württemberg (1732-1797)              | Frederika Dorothea Sophia van Brandenburg-Schwedt (1736-1798) | Frederika Dorothea Sophia van Brandenburg-Schwedt (1736-1798) | Frederika Dorothea Sophia van Brandenburg-Schwedt (1736-1798) | Frederika Dorothea Sophia van Brandenburg-Schwedt (1736-1798) | Frederika Dorothea Sophia van Brandenburg-Schwedt (1736-1798) | Frederika Dorothea Sophia van Brandenburg-Schwedt (1736-1798) |                                                   |                                                   | Frederik Willem II van Pruisen (1744-1797)        | Frederik Willem II van Pruisen (1744-1797)        | Frederik Willem II van Pruisen (1744-1797) | Frederik Willem II van Pruisen (1744-1797) | Frederik Willem II van Pruisen (1744-1797)     | Frederik Willem II van Pruisen (1744-1797)     | Frederika van Hessen-Darmstadt (1751-1805)     | Frederika van Hessen-Darmstadt (1751-1805)     | Frederika van Hessen-Darmstadt (1751-1805)     | Frederika van Hessen-Darmstadt (1751-1805)     | Frederika van Hessen-Darmstadt (1751-1805) | Frederika van Hessen-Darmstadt (1751-1805) |                                               |                                               | Karel II van Mecklenburg-Strelitz (1741-1816) | Karel II van Mecklenburg-Strelitz (1741-1816) | Karel II van Mecklenburg-Strelitz (1741-1816) | Karel II van Mecklenburg-Strelitz (1741-1816) | Karel II van Mecklenburg-Strelitz (1741-1816) | Karel II van Mecklenburg-Strelitz (1741-1816) | Frederika Caroline Louise van Hessen-Darmstadt (1752–1782) | Frederika Caroline Louise van Hessen-Darmstadt (1752–1782) | Frederika Caroline Louise van Hessen-Darmstadt (1752–1782) | Frederika Caroline Louise van Hessen-Darmstadt (1752–1782) | Frederika Caroline Louise van Hessen-Darmstadt (1752–1782) | Frederika Caroline Louise van Hessen-Darmstadt (1752–1782) |  |  |  |  |  |  |  |  |  |  |  |  |  |  |  |  |  |  |  |  |  |  |  |  |  |  |  |  |  |  |  |  |  |  |  |  |  |  |  |  |  |  |  |  |  |  |  |  |
|                                      |                                      |                                      |                                      |                                      |                                      |                                      |                                      |                                           |                                           |                                           |                                           |                                           |                                           |                                               |                                               |                                                            |                                                            |                                                            |                                                            |                                                               |                                                               |                                                               |                                                               |                                                               |                                                               |                                                   |                                                   |                                                   |                                                   |                                            |                                            |                                                |                                                |                                                |                                                |                                                |                                                |                                            |                                            |                                               |                                               |                                               |                                               |                                               |                                               |                                               |                                               |                                                            |                                                            |                                                            |                                                            |                                                            |                                                            |  |  |  |  |  |  |  |  |  |  |  |  |  |  |  |  |  |  |  |  |  |  |  |  |  |  |  |  |  |  |  |  |  |  |  |  |  |  |  |  |  |  |  |  |  |  |  |  |
|                                      |                                      |                                      |                                      | Paul I van Rusland (1754-1801)       | Paul I van Rusland (1754-1801)       | Paul I van Rusland (1754-1801)       | Paul I van Rusland (1754-1801)       | Paul I van Rusland (1754-1801)            | Paul I van Rusland (1754-1801)            |                                           |                                           |                                           |                                           |                                               |                                               | Sophia Dorothea Augusta Louisa van Württemberg (1759-1828) | Sophia Dorothea Augusta Louisa van Württemberg (1759-1828) | Sophia Dorothea Augusta Louisa van Württemberg (1759-1828) | Sophia Dorothea Augusta Louisa van Württemberg (1759-1828) | Sophia Dorothea Augusta Louisa van Württemberg (1759-1828)    | Sophia Dorothea Augusta Louisa van Württemberg (1759-1828)    |                                                               |                                                               |                                                               |                                                               |                                                   |                                                   |                                                   |                                                   |                                            |                                            | Frederik Willem III van Pruisen (1770-1840)    | Frederik Willem III van Pruisen (1770-1840)    | Frederik Willem III van Pruisen (1770-1840)    | Frederik Willem III van Pruisen (1770-1840)    | Frederik Willem III van Pruisen (1770-1840)    | Frederik Willem III van Pruisen (1770-1840)    |                                            |                                            |                                               |                                               |                                               |                                               | Louise van Mecklenburg-Strelitz (1776-1810)   | Louise van Mecklenburg-Strelitz (1776-1810)   | Louise van Mecklenburg-Strelitz (1776-1810)   | Louise van Mecklenburg-Strelitz (1776-1810)   | Louise van Mecklenburg-Strelitz (1776-1810)                | Louise van Mecklenburg-Strelitz (1776-1810)                |                                                            |                                                            |                                                            |                                                            |  |  |  |  |  |  |  |  |  |  |  |  |  |  |  |  |  |  |  |  |  |  |  |  |  |  |  |  |  |  |  |  |  |  |  |  |  |  |  |  |  |  |  |  |  |  |  |  |
|                                      |                                      |                                      |                                      | Paul I van Rusland (1754-1801)       | Paul I van Rusland (1754-1801)       | Paul I van Rusland (1754-1801)       | Paul I van Rusland (1754-1801)       | Paul I van Rusland (1754-1801)            | Paul I van Rusland (1754-1801)            |                                           |                                           |                                           |                                           |                                               |                                               | Sophia Dorothea Augusta Louisa van Württemberg (1759-1828) | Sophia Dorothea Augusta Louisa van Württemberg (1759-1828) | Sophia Dorothea Augusta Louisa van Württemberg (1759-1828) | Sophia Dorothea Augusta Louisa van Württemberg (1759-1828) | Sophia Dorothea Augusta Louisa van Württemberg (1759-1828)    | Sophia Dorothea Augusta Louisa van Württemberg (1759-1828)    |                                                               |                                                               |                                                               |                                                               |                                                   |                                                   |                                                   |                                                   |                                            |                                            | Frederik Willem III van Pruisen (1770-1840)    | Frederik Willem III van Pruisen (1770-1840)    | Frederik Willem III van Pruisen (1770-1840)    | Frederik Willem III van Pruisen (1770-1840)    | Frederik Willem III van Pruisen (1770-1840)    | Frederik Willem III van Pruisen (1770-1840)    |                                            |                                            |                                               |                                               |                                               |                                               | Louise van Mecklenburg-Strelitz (1776-1810)   | Louise van Mecklenburg-Strelitz (1776-1810)   | Louise van Mecklenburg-Strelitz (1776-1810)   | Louise van Mecklenburg-Strelitz (1776-1810)   | Louise van Mecklenburg-Strelitz (1776-1810)                | Louise van Mecklenburg-Strelitz (1776-1810)                |                                                            |                                                            |                                                            |                                                            |  |  |  |  |  |  |  |  |  |  |  |  |  |  |  |  |  |  |  |  |  |  |  |  |  |  |  |  |  |  |  |  |  |  |  |  |  |  |  |  |  |  |  |  |  |  |  |  |
|                                      |                                      |                                      |                                      |                                      |                                      |                                      |                                      |                                           |                                           | Nicolaas I van Rusland (1796–1855)        | Nicolaas I van Rusland (1796–1855)        | Nicolaas I van Rusland (1796–1855)        | Nicolaas I van Rusland (1796–1855)        | Nicolaas I van Rusland (1796–1855)            | Nicolaas I van Rusland (1796–1855)            |                                                            |                                                            |                                                            |                                                            |                                                               |                                                               |                                                               |                                                               |                                                               |                                                               |                                                   |                                                   |                                                   |                                                   |                                            |                                            |                                                |                                                |                                                |                                                |                                                |                                                | Charlotte van Pruisen (1798-1860)          | Charlotte van Pruisen (1798-1860)          | Charlotte van Pruisen (1798-1860)             | Charlotte van Pruisen (1798-1860)             | Charlotte van Pruisen (1798-1860)             | Charlotte van Pruisen (1798-1860)             |                                               |                                               |                                               |                                               |                                                            |                                                            |                                                            |                                                            |                                                            |                                                            |  |  |  |  |  |  |  |  |  |  |  |  |  |  |  |  |  |  |  |  |  |  |  |  |  |  |  |  |  |  |  |  |  |  |  |  |  |  |  |  |  |  |  |  |  |  |  |  |
|                                      |                                      |                                      |                                      |                                      |                                      |                                      |                                      |                                           |                                           | Nicolaas I van Rusland (1796–1855)        | Nicolaas I van Rusland (1796–1855)        | Nicolaas I van Rusland (1796–1855)        | Nicolaas I van Rusland (1796–1855)        | Nicolaas I van Rusland (1796–1855)            | Nicolaas I van Rusland (1796–1855)            |                                                            |                                                            |                                                            |                                                            |                                                               |                                                               |                                                               |                                                               |                                                               |                                                               |                                                   |                                                   |                                                   |                                                   |                                            |                                            |                                                |                                                |                                                |                                                |                                                |                                                | Charlotte van Pruisen (1798-1860)          | Charlotte van Pruisen (1798-1860)          | Charlotte van Pruisen (1798-1860)             | Charlotte van Pruisen (1798-1860)             | Charlotte van Pruisen (1798-1860)             | Charlotte van Pruisen (1798-1860)             |                                               |                                               |                                               |                                               |                                                            |                                                            |                                                            |                                                            |                                                            |                                                            |  |  |  |  |  |  |  |  |  |  |  |  |  |  |  |  |  |  |  |  |  |  |  |  |  |  |  |  |  |  |  |  |  |  |  |  |  |  |  |  |  |  |  |  |  |  |  |  |
|                                      |                                      |                                      |                                      |                                      |                                      |                                      |                                      |                                           |                                           |                                           |                                           |                                           |                                           |                                               |                                               |                                                            |                                                            |                                                            |                                                            |                                                               |                                                               |                                                               |                                                               |                                                               |                                                               |                                                   |                                                   |                                                   |                                                   |                                            |                                            |                                                |                                                |                                                |                                                |                                                |                                                |                                            |                                            |                                               |                                               |                                               |                                               |                                               |                                               |                                               |                                               |                                                            |                                                            |                                                            |                                                            |                                                            |                                                            |  |  |  |  |  |  |  |  |  |  |  |  |  |  |  |  |  |  |  |  |  |  |  |  |  |  |  |  |  |  |  |  |  |  |  |  |  |  |  |  |  |  |  |  |  |  |  |  |
|                                      |                                      |                                      |                                      |                                      |                                      |                                      |                                      |                                           |                                           |                                           |                                           |                                           |                                           |                                               |                                               |                                                            |                                                            |                                                            |                                                            |                                                               |                                                               |                                                               |                                                               |                                                               |                                                               |                                                   |                                                   |                                                   |                                                   |                                            |                                            |                                                |                                                |                                                |                                                |                                                |                                                |                                            |                                            |                                               |                                               |                                               |                                               |                                               |                                               |                                               |                                               |                                                            |                                                            |                                                            |                                                            |                                                            |                                                            |  |  |  |  |  |  |  |  |  |  |  |  |  |  |  |  |  |  |  |  |  |  |  |  |  |  |  |  |  |  |  |  |  |  |  |  |  |  |  |  |  |  |  |  |  |  |  |  |
| Alexander II van Rusland (1818–1881) | Alexander II van Rusland (1818–1881) | Alexander II van Rusland (1818–1881) | Alexander II van Rusland (1818–1881) | Alexander II van Rusland (1818–1881) | Alexander II van Rusland (1818–1881) |                                      |                                      | Maria Nikolajevna van Rusland (1819-1876) | Maria Nikolajevna van Rusland (1819-1876) | Maria Nikolajevna van Rusland (1819-1876) | Maria Nikolajevna van Rusland (1819-1876) | Maria Nikolajevna van Rusland (1819-1876) | Maria Nikolajevna van Rusland (1819-1876) |                                               |                                               | Olga Nikolajevna van Rusland (1822-1892)                   | Olga Nikolajevna van Rusland (1822-1892)                   | Olga Nikolajevna van Rusland (1822-1892)                   | Olga Nikolajevna van Rusland (1822-1892)                   | Olga Nikolajevna van Rusland (1822-1892)                      | Olga Nikolajevna van Rusland (1822-1892)                      |                                                               |                                                               | Constantijn Nikolajevitsj van Rusland (1827-1892)             | Constantijn Nikolajevitsj van Rusland (1827-1892)             | Constantijn Nikolajevitsj van Rusland (1827-1892) | Constantijn Nikolajevitsj van Rusland (1827-1892) | Constantijn Nikolajevitsj van Rusland (1827-1892) | Constantijn Nikolajevitsj van Rusland (1827-1892) |                                            |                                            | Nicolaas Nikolajevitsj van Rusland (1831–1891) | Nicolaas Nikolajevitsj van Rusland (1831–1891) | Nicolaas Nikolajevitsj van Rusland (1831–1891) | Nicolaas Nikolajevitsj van Rusland (1831–1891) | Nicolaas Nikolajevitsj van Rusland (1831–1891) | Nicolaas Nikolajevitsj van Rusland (1831–1891) |                                            |                                            | Michaël Nikolajevitsj van Rusland (1832-1909) | Michaël Nikolajevitsj van Rusland (1832-1909) | Michaël Nikolajevitsj van Rusland (1832-1909) | Michaël Nikolajevitsj van Rusland (1832-1909) | Michaël Nikolajevitsj van Rusland (1832-1909) | Michaël Nikolajevitsj van Rusland (1832-1909) |                                               |                                               | 2 zusters                                                  | 2 zusters                                                  | 2 zusters                                                  | 2 zusters                                                  | 2 zusters                                                  | 2 zusters                                                  |  |  |  |  |  |  |  |  |  |  |  |  |  |  |  |  |  |  |  |  |  |  |  |  |  |  |  |  |  |  |  |  |  |  |  |  |  |  |  |  |  |  |  |  |  |  |  |  |